# 聖本篤堂 (香港)
天主教聖本篤堂（英語：Church of Saint Benedict）是香港一所天主教教堂，位於沙田沙田圍崗背街七號，於1993年2月20日祝聖。

## 牧職人員
- 主任司鐸: 盧賢喆神父
- 助理主任司鐸: 戴唯微神父、黃立偉神父
- 主日服務司鐸: 蔡惠民副主教
- 住宿司鐸: 余福綿神父
- 終身執事: 蔡偉生執事

## 堂區歷史
1987年8月29日，香港教區主教胡振中樞機 (His Eminence John B. Cardinal Wu Cheng-Chung) 宣佈，將沙田劃分成三個堂區，聖本篤準堂區成立，並以聖本篤為主保。
1990年12月30日，由當時的林焯煒副主教主持聖本篤堂動土祈福禮。
1993年2月20日，香港教區胡振中樞機、廣州鄧以明總主教、一位訪港的南非總主教聯同八十多位司鐸為沙田聖本篤堂主持祝聖禮。美國天主教傳教會(瑪利諾外方傳教會) 楊正義神父 (Rev. John F. Ahearn, MM)為第一任主任司鐸。
1999年6月20日，教區宣佈將華福堂改以彌撒中心的形式運作，命名為『華福彌撒中心』，聯同湯若望宿舍彌撒中心，納入於聖本篤堂區。

## 堂區服務範圍
聖本篤堂區現時除母堂外亦包括以下彌撒中心：

### 中華殉道諸聖及真福彌撒中心
中華殉道諸聖及真福彌撒中心（英語：Holy Martyr and Blessed of China Mass Centre），位於新界沙田禾輋邨聖華學校，主保為中華殉道諸聖及真福。
- 1987年7月3日建立，名為華福堂。
- 1999年6月20日華福堂被廢除，並納入沙田聖歐爾發堂及聖本篤堂。
- 2000年屬沙田聖本篤堂區；10月1日更名為中華殉道諸聖彌撒中心。
- 2007年再度更名為中華殉道諸聖及真福彌撒中心。

### 湯若望宿舍彌撒中心
湯若望宿舍彌撒中心（英語：Adam Schall Residence Mass Centre），位於新界沙田香港中文大學聯合書院湯若望宿舍。
- 1971年3月18日奠基；1971年12月正式啟用。
- 1991年屬沙田華福堂區。
- 2000年與中華殉道諸聖及真福彌撒中心一併同屬沙田聖本篤堂區。

## 彌撒及禮儀時間
聖本篤堂
- 主日彌撒：07:30、09:00、10:30 (粵語) 12:00 (英語)
- 提前主日彌撒：星期六 18:30 (粵語)
- 平日彌撒：07:15 (粵語)
- 特別敬禮：
  - 明供聖體：首星期五 08:00 至 15:00 (聖體降福)

中華殉道諸聖及真福彌撒中心
- 主日彌撒 : 09:00 (粵語)

湯若望宿舍彌撒中心
- 主日彌撒：09:30 (英語)

## 外部連結
- 聖本篤堂
- 中華殉道諸聖及真福彌撒中心
- 中大湯若望宿舍彌撒中心 （页面存档备份，存于）
- 聖本篤堂 Iuvenis 青年組 Instagram
- 聖本篤堂 Iuvenis 青年組 Facebook
- 聖本篤堂 Iuvenis 青年組 Blog （页面存档备份，存于）
- 聖本篤堂區聖若望碧文輔祭會 （页面存档备份，存于）
- 聖本篤堂區聖若望碧文輔祭會 Facebook